# See No Evil, Hear No Evil
See No Evil, Hear No Evil  (titulada No me chilles, que no te veo en España y Ciegos, sordos y locos en Hispanoamérica) es una película de comedia estadounidense de 1989 dirigida por Arthur Hiller. La película está protagonizada por Richard Pryor como un ciego y Gene Wilder como un sordo que trabajan juntos para frustrar a un trío de ladrones asesinos. Esta es la tercera película (de una serie de cuatro) protagonizada por Wilder y Pryor, que habían aparecido juntos anteriormente en la película de 1976 El expreso de Chicago (también dirigida por Arthur Hiller) y en 1980 en la película Locos de remate. La película se estrenó en Estados Unidos el 12 de mayo de 1989.
La película recibió críticas mixtas, aunque fue un éxito de taquilla con 46,9 millones de dólares recaudados sobre un presupuesto de 18 millones, fue la última película económicamente exitosa del dúo cómico como pareja de pantalla. Su siguiente película juntos, No me mientas que te creo de 1991, fue un fracaso de taquilla además de crítica y, a la postre, fue la última colaboración de Pryor y Wilder juntos.

## Argumento
Wallace "Wally" Karew (Richard Pryor), un ciego, y David "Dave" Lyons (Gene Wilder), un sordo, se conocen cuando Wally solicita un trabajo en el quiosco de periódicos de Dave en la ciudad de Nueva York. Después de un breve período de confusión y antagonismo, Wally y Dave se vuelven buenos amigos. Dave lee los labios y guía a Wally cuando viajan, y Wally le cuenta a Dave sobre las fuentes invisibles de sonido y lo que la gente dice a sus espaldas. En un bar local, Wally derrota a un matón agresivo en una pelea a puñetazos con la ayuda de Dave, quien usa las direcciones del reloj para decirle a Wally dónde está su oponente. Dave contrata a Wally.
Una mañana, mientras Wally esta esperando afuera por los periódicos del día, un hombre entra en la tienda de Dave y compra un periódico. Cuando el hombre es abordado por una hermosa mujer llamada Eve (Joan Severance), rápidamente saca una moneda de oro de un compartimento secreto de su maleta y la coloca en una caja de puros llena de monedas sobre el mostrador. La mujer coge la maleta y en el forcejeo dispara accidentalmente al hombre en el estómago mientras Dave, quien está de espaldas, leyendo el prospecto de una caja de antiácidos, no ve ni escucha el tiroteo, pero si ve de espaldas a Eve cuando esta sale de la tienda. Wally, que escuchó el disparo, entra en la tienda y tropieza con el cadáver del hombre. Dave luego se apresura a ayudar a Wally y coge el arma, que Eve dejó encima del cadáver. Cuando llega la policía, encuentran a Dave y Wally de pie junto al cuerpo con Dave sosteniendo el arma. Antes de ser arrestados, Dave le pide a Wally que recoja el dinero de la caja de cigarros.
En la comisaría, Dave y Wally son interrogados por el capitán Emile Braddock (Alan North), un detective que inmediatamente les desagrada y los convierte en sus principales sospechosos debido a su relativa inutilidad como testigos. Cuando Eve y su cómplice Kirgo (Kevin Spacey), con la esperanza de recuperar la moneda, llegan para rescatarlos haciéndose pasar por abogados, Wally reconoce el perfume de Eve y Dave reconoce sus piernas, pero Braddock los ignora cuando insisten en que ella es la asesina. Deseando evitar a Eve y Kirgo cuando sean liberados, Dave y Wally escapan de la comisaría de policía, pero los criminales pronto los encuentran. Eve saca la moneda del bolsillo de Wally y telefonea a su jefe, el Sr. Sutherland (Anthony Zerbe) para recibir instrucciones, lo que le permite a Dave conocer los planes de los criminales leyendo sus labios. Cuando Kirgo intenta matar a Dave y Wally, usan el método de la pelea a puñetazos que aprendieron en el bar para dejarlo inconsciente. Luego roban un coche de policía y se van, mientras Eve, Kirgo y Braddock los persiguen. Trabajando juntos para guiar el coche patrulla, Dave y Wally evaden tanto a la policía como a los criminales, pero accidentalmente lanzan el coche a una barcaza de basura transportada por el agua.
Después de esconder el coche de la policía, los dos hombres caminan hasta un motel y llaman por teléfono a la hermana de Wally, Adele (Kirsten Childs) para pedir ayuda. La policía sigue a Adele y registra su habitación de motel, pero ella, Wally y Dave consiguen esconderse y se marchan después de que la policía se haya ido. Habiendo leído incorrectamente los labios de Eve, Dave cree que necesitan encontrar a una mujer llamada «Grace George», pero Adele se da cuenta de que Eve debe haberse referido a un centro turístico llamado «Great Gorge». En el resort, Wally se hace pasar por un doctor visitante sueco. Mientras tanto, Dave se cuela en la habitación del resort para robarle la moneda a Eve. Mientras Dave busca en su bolso, Eve sale de la ducha vestida solo con una toalla. Dave tiene una erección enorme y Eve lo confunde con un arma. Al darse cuenta de esto, Dave hace que Eve levante las manos y suelte la toalla dejándola completamente desnuda. Luego Dave mira a Eve y sale de la habitación. Mientras tanto, Adele distrae a Kirgo chocando su coche contra el de él. Al mismo tiempo Wally debe dar una conferencia sobre la sexualidad femenina en la tercera edad. Después, Kirgo y Eve secuestran a Adele y la llevan a la finca de Sutherland.
Después de un percance con el coche, Dave y Wally ponen en marcha su plan de rescate, con el resultado de que Adele escapa pero los dos hombres son capturados. En su estudio, Sutherland, que también es ciego, revela que la moneda es un superconductor a temperatura ambiente, que es extremadamente valioso. Kirgo y Sutherland mueren durante una discusión sobre compartir las ganancias del robo de la moneda, después de lo cual Dave y Wally escapan del estudio y tienen un altercado violento con Eve y su piloto de helicóptero. Cuando llega la policía, los delincuentes restantes son arrestados y Wally y Dave son liberados después de haber sido absueltos de todos los cargos. Poco después, los dos protagonistas van a un parque local y repiten la escena del comienzo de la película arrojándose cucuruchos de helado en la cabeza del otro.

## Reparto
- Richard Pryor como Wallace "Wally" Karew;
- Gene Wilder como David "Dave" Lyons;
- Joan Severance como Eva;
- Kevin Spacey como Kirgo;
- Alan North como capitán Emile Braddock;
- Anthony Zerbe como Sutherland;
- Louis Giambalvo como Gatlin;
- Kirsten Childs como Adele Karew;
- John Capodice como Scotto;
- Hardy Rawls como turista fornido;
- Lauren Tom como Mitzie;
- Tonya Pinkins como Leslie;
- Audrie Neenan como mujer policía y Marilyn;
- George Bartenieff como Huddelston;
- Alexandra Neil
- Bernie McInerney como Dr. Cornfeld
- Alan Pottinger como guardacoches
- Bill Luhrs como Herman
- Keith Langsdale como médico
- Lisby Larson como periodista
- Alice Spivak.[3][4]

## Recepción
La productora TriStar Pictures estaba buscando producir otra película protagonizada por Wilder y Pryor, pero Wilder solo aceptó protagonizar la película si se le permitía reescribir el guion. El estudio estuvo de acuerdo y See No Evil, Hear No Evil se estrenó en mayo de 1989 con críticas en su mayoría negativas. Muchos críticos elogiaron las actuaciones de Wilder, Pryor y Kevin Spacey, pero en su mayoría estuvieron de acuerdo en que el guion era absolutamente terrible. Roger Ebert lo llamó «un verdadero fracaso», el Deseret Morning News  describió la película como «estúpida», con un guion «idiota» que tenía un «historia y demasiados chistes juveniles». Por otro lado, Vincent Canby lo llamó «con mucho el vehículo coprotagonista más exitoso para el Sr. Pryor y el Sr. Wilder», mientras también reconocía que «esta no es una película elegante y no todos los chistes son igualmente ingeniosos».
La película tiene una calificación del 28% en Rotten Tomatoes de 29 críticos. A pesar de las críticas negativas, la película fue un éxito de taquilla, recaudando 49,6 millones de dólares, además permaneció en el número uno durante dos semanas.